# Francisca Javiera de Echeagaray y Bosio
Francisca Javiera de Echeagaray y Bosio (Puerto de Veracruz, Nueva España, b. 19 de septiembre de 1750 - Ciudad de México, Nueva España. 19 de enero de 1812) fue una noble novohispana que ejerció como virreina de la Nueva España durante el mandato de su esposo, el mariscal Pedro de Garibay, 57.º virrey de la Nueva España. Fue, junto a María Francisca de la Gándara y Cardona y Felicitas de Saint-Maxent, una de las pocas virreinas nacidas en América.

## Biografía
Aunque se desconoce la fecha exacta de su nacimiento, fue bautizada el 19 de septiembre de 1750 en la Parroquia de la Asunción del Puerto de Veracruz, siendo hija del teniente coronel Francisco de Echeagaray, gobernador del Reino de Nuevo León y del Nuevo Santander, capitán del Regimiento de Dragones de México, y de Faustina Gertrudis Bosio, ambos pertenecientes a connotadas familias veracruzanas. Uno de sus hermanos, José María de Echeagaray y Bosio, fue también gobernador del Nuevo Santander.
Una de sus tías, María Isabel de Echeagaray, fue la madre del insigen humanista novohispano Francisco Javier Clavijero.
En fecha desconocida, contrajo un primer matrimonio con Joaquín Gallegos. De quien procedieron sus hijos María Ramona Gallegos (1770) y Joaquina Faustina Gallegos y Echeagaray (1772). Al enviudar, contrajo un segundo matrimonio el 29 de diciembre de 1777 con el mariscal de campo Pedro de Garibay, quien en 1808 sería nombrado 57.º virrey de la Nueva España.
Sobre su vida, Artemio del Valle Arizpe reproduce la amistad que tuvo con María Ignacia Rodríguez de Velasco "La Güera", en cuyas tertulias participaba y con quien coincidía en el convento de la Encarnación en las visitas que hacía a su hija, sor Teresa de Belén (única hija que se conoce del matrimonio).
El corto virreinato de su esposo se caracterizó por grandes cuestiones de política nacional pero también una enorme convulsión social que ponía de manifesto las tensiones internas de México. Aunque el virrey Garibay pertenecía oficialmente al bando peninsular, sus relaciones familiares a través de Francisca Javiera vinculaban sus intereses a los de los criollos. A pesar de esto, no consiguió frenar las tensiones entre ambos, siendo finalmente depuesto por la Junta Suprema Central el 19 de julio de 1809. El matrimonio permaneció en la Ciudad de México tras su gestión, caso único en la Nueva España.
La virreina falleció el 19 de enero de 1812 en la Ciudad de México, siendo sobrevivida por el virrey, que falleció tres años después.